# Myrtle Point
Myrtle Point – miasto w Stanach Zjednoczonych, w stanie Oregon, w hrabstwie Coos.